# Jingtai

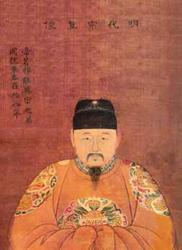
Kaiser Jingtai

Jingtai (景泰; Geburtsname: Zhu Qiyu 朱祁鈺; Tempelname: Daizong 代宗, erst 1644 von den Ming-Rebellen verliehen; * 21. November 1428; † 14. März 1457) war der siebente chinesische Kaiser der Ming-Dynastie. Er usurpierte den Thron seines Bruders Zhengtong und regierte von 1449 bis 1457.
Jingtai bestieg den Thron, nachdem sein älterer Bruder, der amtierende Kaiser Zhengtong, in der Schlacht von Tumu 1449 gefangen genommen und von den Mongolen als Geisel festgehalten wurde. Sein Bruder wurde nach nur einem Jahr Gefangenschaft entlassen, da er durch Jingtais Amtsübernahme nutzlos wurde. Trotzdem sah sich Jingtai als rechtmäßiger Kaiser und inhaftierte seinen älteren Bruder zusammen mit dessen Familie. Den angestammten Thronfolger sperrte er ebenso ein und ernannte stattdessen seinen eigenen Sohn zum Erben. Dem einstigen Zhengtong-Kaiser billigte er einzig den eher provisorischen Titel des „Großen Kaisers“ zu.
Jingtai wurde weitestgehend vom fähigen Minister Yu Qian geleitet. Mit dessen Rat widmete er sich dem Reich. Er ließ den Kaiserkanal instand setzen, den Gelben Fluss mit besseren Deichen ausstatten und die Wirtschaft fördern. Als Resultat wurde die Macht der Ming-Dynastie wieder gefestigt. 1457 erkrankte er schwer und schwebte in Lebensgefahr. Nachdem sein Sohn kurz zuvor unter mysteriösen Umständen gestorben war, weigerte er sich, einen neuen Erben zu ernennen. In dieser Situation ernannte sich sein arretierter Bruder Zhengtong zum Nachfolger und setzte seinen Bruder in einer Palastrevolte einfach wieder ab. Zhengtong bestieg erneut den Thron, diesmal unter dem Namen Tianshun.
Jingtai starb wenige Monate später, wahrscheinlich ermordet durch dessen eigene Eunuchen, auf Befehl des Tianshun-Kaisers. Jingtai wurde als Usurpator betrachtet und keine ehrenvolle Bestattung als Kaiser gewährt. Sein Bruder ließ ihn nicht in den kaiserlichen Ming-Gräbern nördlich von Peking beisetzen, sondern außerhalb des Grabbezirks. Er bekam ein schlichtes Prinzengrab, während sein begonnenes Kaisermausoleum später für Kaiser Taichang verwendet wurde.